# NGC 5647
NGC 5647 est une vaste galaxie lenticulaire située dans la constellation du Bouvier. Sa vitesse par rapport au fond diffus cosmologique est de 7 553 ± 27 km/s, ce qui correspond à une distance de Hubble de 111,4 ± 7,8 Mpc (∼363 millions d'al). NGC 5647 a été découverte par l'astronome français Édouard Stephan en 1880.
Trois des sources consultées,, considèrent cette galaxie comme une spirale, mais on ne voit même pas le début d'un bras spiral sur l'image obtenue des données du relevé SDSS. La classification de galaxie lenticulaire (S0/a ?) par le professeur Seligman décrit sans aucun doute mieux NGC 5647.